# William Cowper (anatomiste)
Pour les articles homonymes, voir William Cowper et Cowper.
William Cowper, né à Petersfield dans le Sussex vers 1666 et mort le 8 mars 1709, est un chirurgien et anatomiste anglais, célèbre pour sa description de ce que l'on appelle actuellement la glande de Cowper.

## Biographie
En mars 1682, il est l'apprenti de William Bignall, un chirurgien londonien. En 1691, il est admis à la Barber-Surgeon's Company et commence à exercer à Londres la même année. En 1694, il publie son célèbre ouvrage, Myotomia Reformata, or a New Administration of the Muscles, et il devient membre de la Royal Society en 1696. En 1698, il publie The Anatomy of the Humane Bodies, qui lui procura une grande notoriété. Au cours des onze années qui suivent, il publie nombre de textes sur des sujets allant de la chirurgie à la pathologie, à la physiologie et à l'anatomie.
Des critiques ont jugé que Anatomy of the Humane Bodies est l'un des plus grands plagiats des annales de la médecine, mais d'autres critiques sont plus réservés. En 1685, Govard Bidloo (1649-1713) publie son Anatomia Humani Corporis à Amsterdam, qui comprend 105 planches de belle facture dessinées par Gérard de Lairesse (1640-1711) et gravées par Abraham Bloteling (1640-1690). Une version en néerlandais sortira en 1690 : Ontleding des Menschelyken Lichaams ; lorsque les ventes s'avèrent décevantes, les éditeurs vendent 300 copies des planches à William Cowper (ou ses éditeurs).
Cowper rédige ensuite un texte en anglais pour accompagner les planches anatomiques, plusieurs présentant des aspects inconnus du corps humain. Il embauche Henry Cook (1642-1700) pour dessiner neuf planches supplémentaires, qui seront gravées par Michiel van der Gucht (1660-1725) ; ces planches présentent une vue du devant et de l'arrière de la musculature humaine. Le livre est ensuite vendu sous le nom de Cowper sans aucune mention de Bidloo ou Lairesse. Bidloo  accuse ensuite Cowper (et ses éditeurs) de plagiat et un conflit sévère se déclenche entre les deux hommes, des pamphlétaires prenant parti pour l'un ou l'autre. Cowper s'est défendu en affirmant que les planches étaient de la main de Jan Swammerdam (1637-1680) et que Bidloo les avait acquises de sa veuve. Peu importe la vérité, Cowper était certainement un grand anatomiste et un grand chirurgien.